# Ójodo (1942)
Ójodo (japonsky 大淀) byl lehký křižník japonského císařského námořnictva. Postaven byl v letech 1941 až 1943 podle projektu C-42 z let 1938 až 1939 na vlajkovou loď eskadry ponorek (潜水戦隊 sensui sentai). V této roli měl nést až šest průzkumných hydroplánů E15K1 Šiun (Norm), pro které byl vyhrazen prostor na zádi, zatímco veškerá hlavní výzbroj byla soustředěna na přídi. Vzhledem k problematickému vývoji a výkonům E15K1 byl v březnu 1944 přestavěn na vlajkovou loď Spojeného loďstva. Zúčastnil se bojů druhé světové války v Pacifiku, kde byl nejprve v dubnu 1943 přiřazen ke 3.  kantai (艦隊 ~ loďstvo) jako doprovod letadlových lodí. Po přestavbě se v říjnu 1944 zúčastnil bitvy u mysu Engaño, v prosinci ostřeloval americké předmostí u San Jose na Mindoru (operace Rei-gó) a v rámci operace Kita-gó v únoru 1945 se zúčastnil posledního úspěšného transportu strategických surovin ze Singapuru do Japonska. Po sérii útoků amerických palubních letounů na oblast Vnitřního moře se 28. července 1945 převrátil a potopil na mělčině.

## Stavba

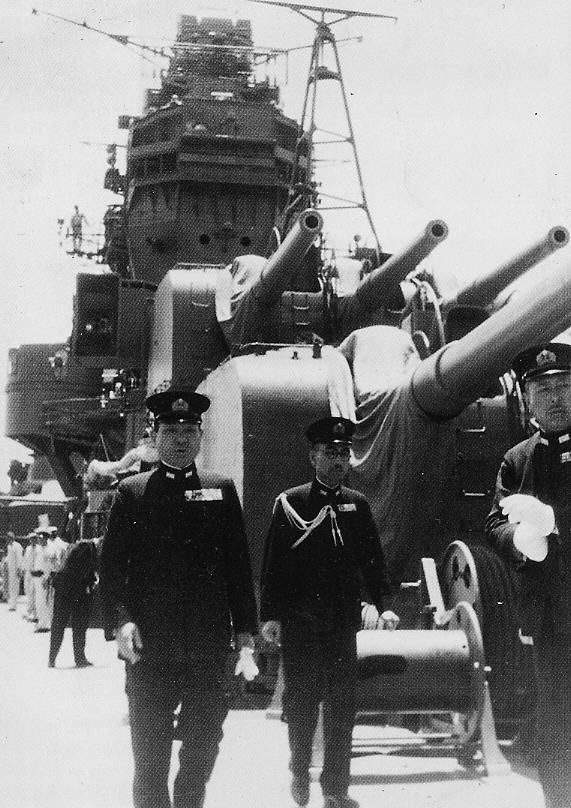
Hlavní dělové věže a můstek křižníku Ójodo

V programu z roku 1939 byla objednána stavba dvou lehkých křižníků, které se měly stát vlajkovými loďmi ponorkových skupin. Tomu odpovídala jejich neobvyklá koncepce, kdy byla hlavní výzbroj soustředěna na přídi a naopak záď byla vyhrazena provozu palubních hydroplánů. Využity byly dělové věže, které námořnictvu zůstaly po přezbrojení lehkých křižníků třídy Mogami na těžké křižníky nesoucí 203mm kanóny. Prototypový křižník Ójodo byl postaven v loděnici v Kure. Kýl lodi byl založen 14. února 1941, dne 2. dubna 1942 byl trup spuštěn na vodu a 28. února 1943 byl křižník přijat do služby. Stavba jeho sesterské lodě Nijodo byla zrušena před založením kýlu. Stavební program z roku 1942 zahrnoval ještě pět křižníků třídy Ójodo, zůstalo však pouze u plánů.

## Konstrukce
Hlavní výzbroj křižníku byla soustředěna na přídi. Tvořilo ji šest 155mm kanónů ve trojdělových věžích. Doplňovalo je osm 100mm kanónů umýstěných po dvou okolo komínu a osmnáct 25mm kanónů. Ójodo byl jediným japonským křižníkem své éry, který nenesl torpédomety. Zadní část křižníku byla vyhrazena pro provoz průzkumných hydroplánů E15K, kterých bylo neseno až šest kusů. Letouny byly uskladněny v palubním hangáru a startovaly pomocí rozměrného 44metrového katapultu.

### Modifikace

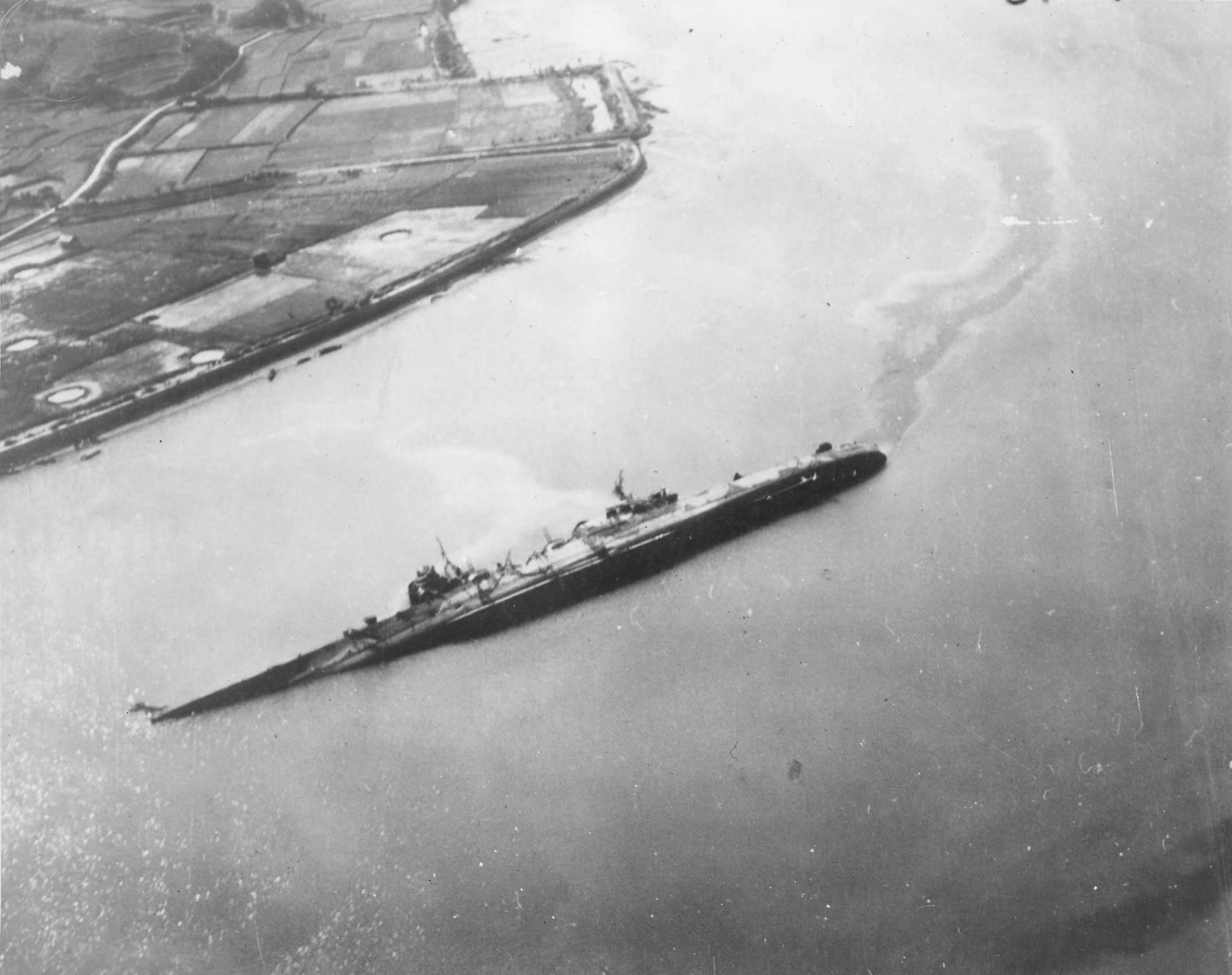
Ójodo poškozený náletem na Kure

V dubnu 1943 byl křižník vybaven přehledovým radarem 21 Gó. V roce 1944 byl upraven na vlajkovou loď Spojeného loďstva. V březnu 1944 byl původní katapult nahrazen kratším 17metrovým typem a počet nesených hydroplánů se snížil na dva, neboť hangár byl přebudován na štábní místnosti. Výzbroj byla posílena o třicet dva 25mm kanónů. Instalován byl přehledový radar 22 Gó. Později loď dostala ještě několik dalších 25mm kanónů (celkem 52 hlavní) a přehledový radar 13 Gó.

## Služba
Dne 18. března 1945 Ójodo na základně v Kure zasáhlo několik pum svržených americkými bombardéry. Ve dnech 24. a 28. července 1945 byl znovu opakovaně zasažen americkými palubními bombardéry, přičemž se převrhl a potopil na mělčině. Vrak byl později sešrotován.